# Station Charlton (Londen)
Charlton (Londen) is een spoorwegstation van National Rail in Charlton, gelegen in de Royal Borough of Greenwich in het zuidoosten van de Britse metropool Groot-Londen. Het station is eigendom van Network Rail en wordt beheerd door Southeastern. 